# КАвЗ

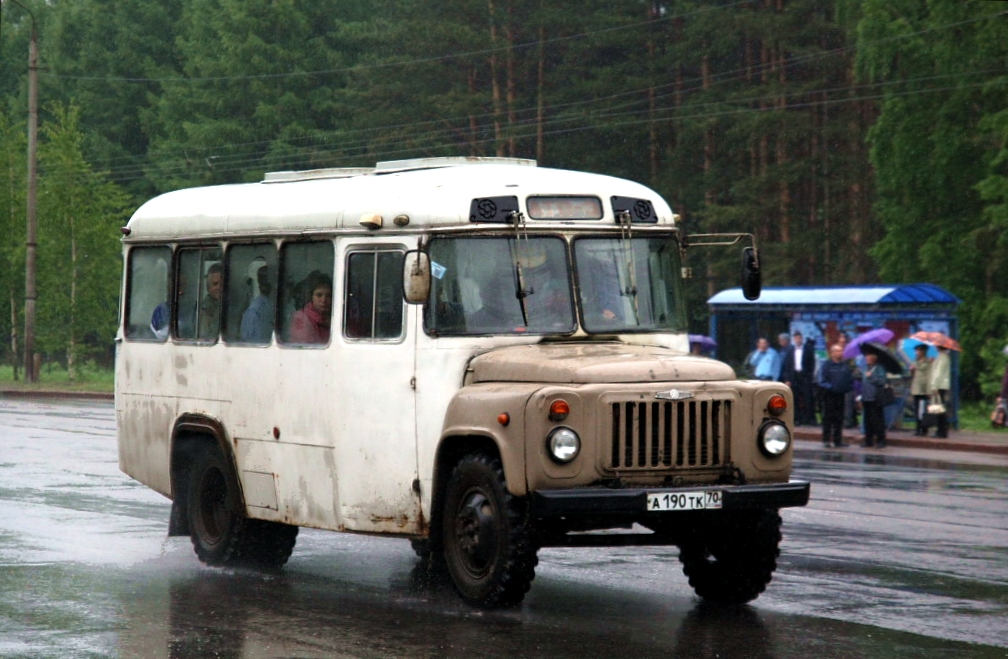
КАвЗ-685

ТОВ «Курганський автобусний завод» (КАВЗ, раніше — Курганський автобусний завод імені 60-річчя Союзу РСР, КАвЗ) — виробник автобусів у Росії. Розташований у місті Курган. З 2001 року входить до складу «Групи ГАЗ», з 2005 року входить до Дивізіону «Автобуси» холдингу «Група ГАЗ».
ТОВ «КАвЗ» є дочірнім підприємством ВАТ «ГАЗ» (частка в статутному капіталі 100%). Функції одноосібного виконавчого органу цього товариства виконує керівна організація — ТОВ «УК "Група ГАЗ"».

## Сучасний стан
Наприкінці 2007 року зі зняттям з виробництва сімейства КАВЗ-3976 закінчилася 50-річна історія курганських капотних автобусів малого класу на шасі вантажівок марки ГАЗ. Дрібносерійне виробництво напів капотного автобуса КАВЗ-3244, яке здійснювалося дочірньою фірмою ТОВ «Віка ЛТД», згорнуто у 2007 році.
Виробнича програма КАвЗ на 2009 рік складалася із задньомоторних автобусів середнього розміру модернізованого сімейства «Аврора» КАвЗ-4235 і КАвЗ-4238 для приміського та міжрайонного сполучення, а також міського низькопідлогового мідібуса КАвЗ-4239 на китайському шасі.
Модельний ряд заводу містить автобуси середнього класу КАвЗ-4235 і КАвЗ-4238 «Аврора» в міській та приміській, шкільній модифікації. У 2010 році Курганський завод провів перший етап рестайлінгу базових моделей. Автобуси отримали змінену передню маску, новий двигун, трансмісію, електрообладнання. У 2011 році завод перейшов до другого етапу — автобуси отримали новий інтер'єр.
У 2011—2012 роках була здійснена прив'язка двигуна Cummins екологічного стандарту «Євро-4» до модельного ряду заводу.
У 2017 році у виробництво був запущений автобус КАвЗ-4270.

## Історія капотних автобусів КАвЗ
Від заснування підприємства в 1958 році автобуси КАвЗ традиційно засновані на витягнутому вантажному шасі Горьківського автомобільного заводу — без кабіни, а зі збереженням оперення від основних вантажних автомобілів. Відповідно, на шасі ГАЗ-51A в 1958—1971 роках був виготовлений капотний 20-місцевий кава-651а; У 1971—1984 роках автобусний шасі ГАЗ-53-40 — 21-місцевий автобус КАвЗ-685, зупинений у 1984 році на шасі ГАЗ-53-12, а після модернізації в 1986 році отримав індекс КАвЗ-3270. Моделі 685 та 3270 були наймасовішими в історії не тільки КАвЗа, але й будівництва світового автобуса, оскільки щорічні обсяги їх виробництва в 1970-х та 1980-х роках досягли 18—20 тисяч автомобілів на рік (пік у 1989—20 008 шт.). З 1989 року автобусний шасі ГАЗ-3307 був освоїв базову модель 20-місного автобуса КАвЗ-397620. Індекс базової моделі змінився з «2» (клас «Автобуси») до «9» (клас «SpecMashins»), щоб спростити сертифікацію спеціальних користувачів. Згодом, на основі моделі 397620, було випущено ряд вантажно-пасажирських та спеціальних (санітарних, ритуальних (катафалк), оперативно-сервісних (автозак) тощо) модифікацій.
У 1993 році було створено автобус КАвЗ-39765 на 28 посадкових місць на шасі ГАЗ-3307, подовженому по коловій базі з 3700 до 4550 мм. З 2001 року на його базі серійно випускався шкільний автобус КАвЗ-397653. У дослідній серії існувала ще довша 35-місна модифікація КАвЗ-39769, але вона в серію так і не пішла через проблеми з міцністю рами. З 2003 р. випускали КАвЗ-39766 на повнопривідному шасі ГАЗ-3308 «Садко». У 2005—2007 роках на базі середньотоннажної вантажівки ГАЗ-3310 «Валдай» невеликою серією випускався капотний автобус КАвЗ-32081 «Валдай». Обсяги випуску автобусів КАвЗ у 1990-х роках у порівнянні з 1970—1980 роками скоротилися на порядок (до приблизно 2 тис.). За історію КАвЗ виробив близько 450 тис. капотних автобусів.
Випуск усіх капотних автобусів КАвЗ було припинено наприкінці 2007 року у зв'язку з планами модернізації підприємства та переходом на випуск принципово нової продукції у вигляді міських середньорозмірних низькопідлогових автобусів моделі 4239, виконаних на китайських агрегатах (шасі та силова установка). Відповідно вся виробнича лінія зі збирання «капотників» була «повністю реконструйована» (здана в металобрухт). Вартість останніх капотних моделей КАвЗ становила на момент закриття виробництва від 525 тисяч рублів, що ставило цей автобус поза конкуренцією з більш дорогою і менш якісною продукцією китайського автопрому або китайські складники, що містить — на той же момент безкапотний КАВЗ-4239 на китайському шасі оцінювався вже у 2 57 млн рублів — ціною п'яти капотних автобусів. 
У 1998—2007 роках дочірнє підприємство КАвЗ ТОВ «Віка ЛТД» випускало на стандартному шасі ЗІЛ-5301БО автобус малого класу КАВЗ-3244 місткістю 29 пасажирів (місць для сидіння — 15) з дизельним двигуном ММЗ Д-245 потужністю 109 л с. із турбонаддувом. На подовженому шасі ЗІЛ-5301ЕО випускалася також модифікація КАВЗ-32441 місткістю 19—22 пасажири.
У 1998 році КАвЗ представив сім'ю автобусів на шасі ЗІЛ, виробляється уральським автомобільним заводом — приміський КАвЗ-422910 (дизельна версія) / 422912 (карбюраторна версія) 6 копій; Було побудована далека відстань КАвЗ-422901 (дизельна версія) / 422903 (карбюратор) на розширеному шасі 3 штук. Повнопривідний триосновний КАвЗ-422990 (дизель) / 422991 (карбюратор) було виготовлено близько 2000 року, вони були побудовані близько двадцяти штук. У 2002 році на шасі «УРАЛ-4320» побудовані. Перший,  КАвЗ-422440, був зроблений в одному випадку на порядок Сургутнафтогазу. Інші два були його укороченим варіантом під назвою КАвЗ-42243.

## Галерея

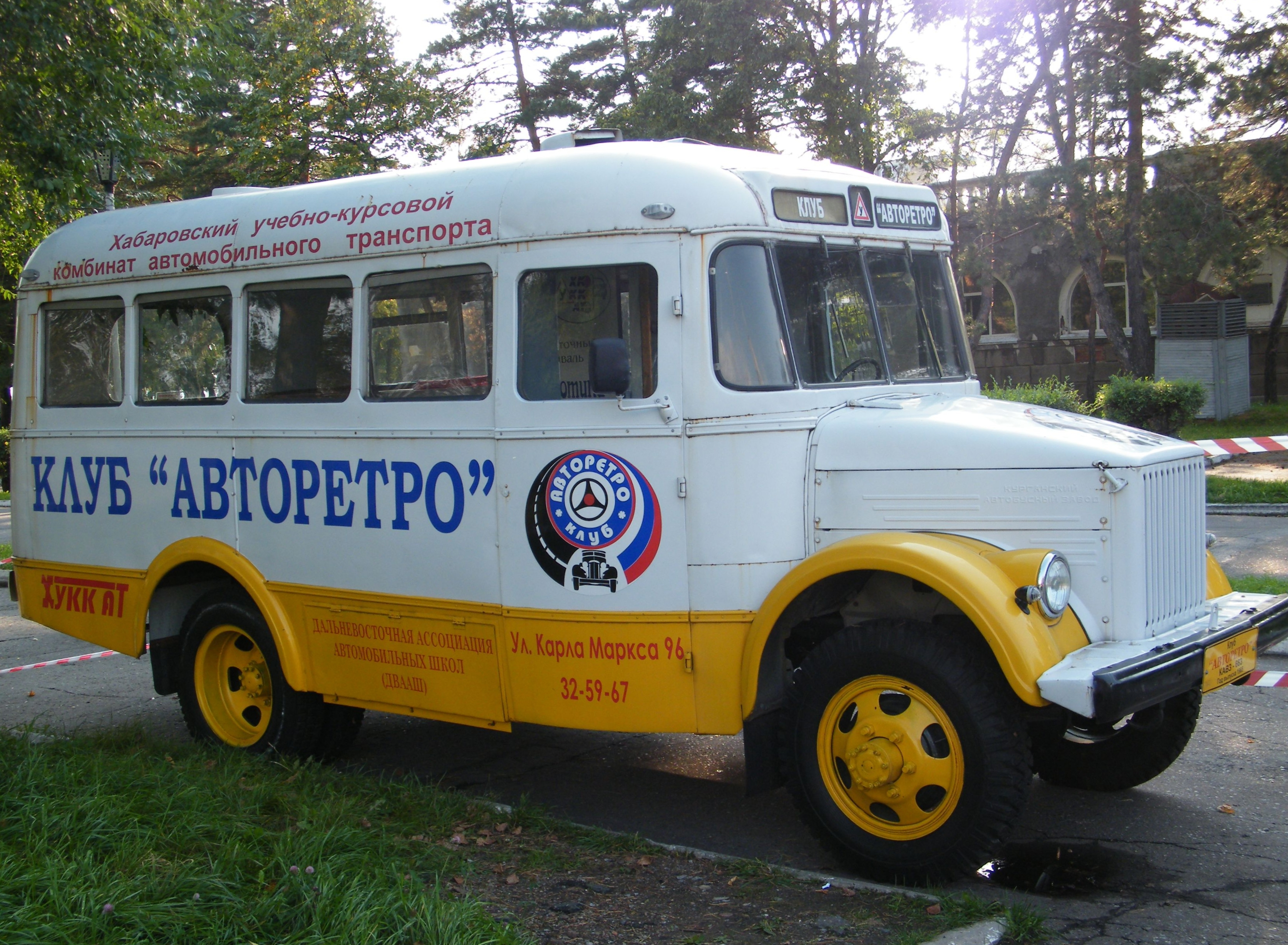
КАвЗ-651
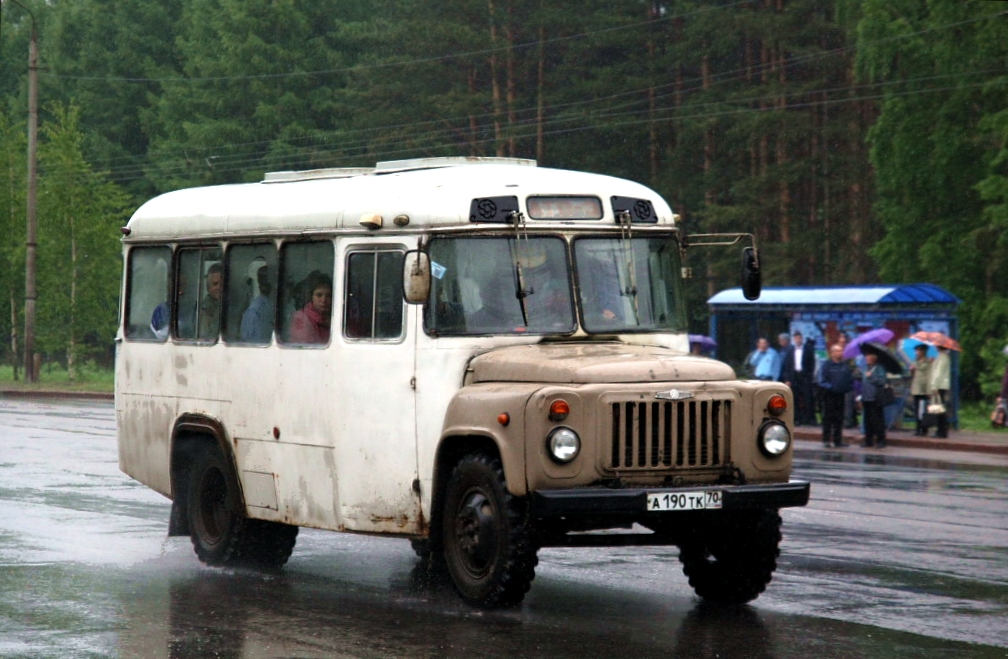
Автобус КАвЗ-3270 у Томську
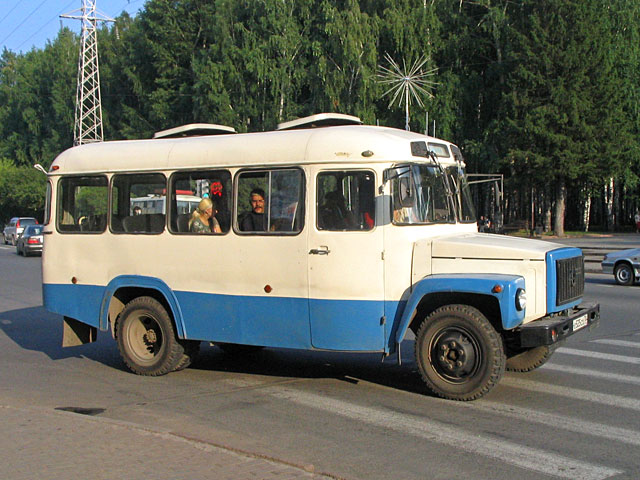
Автобус КАвЗ-3976 у Томську
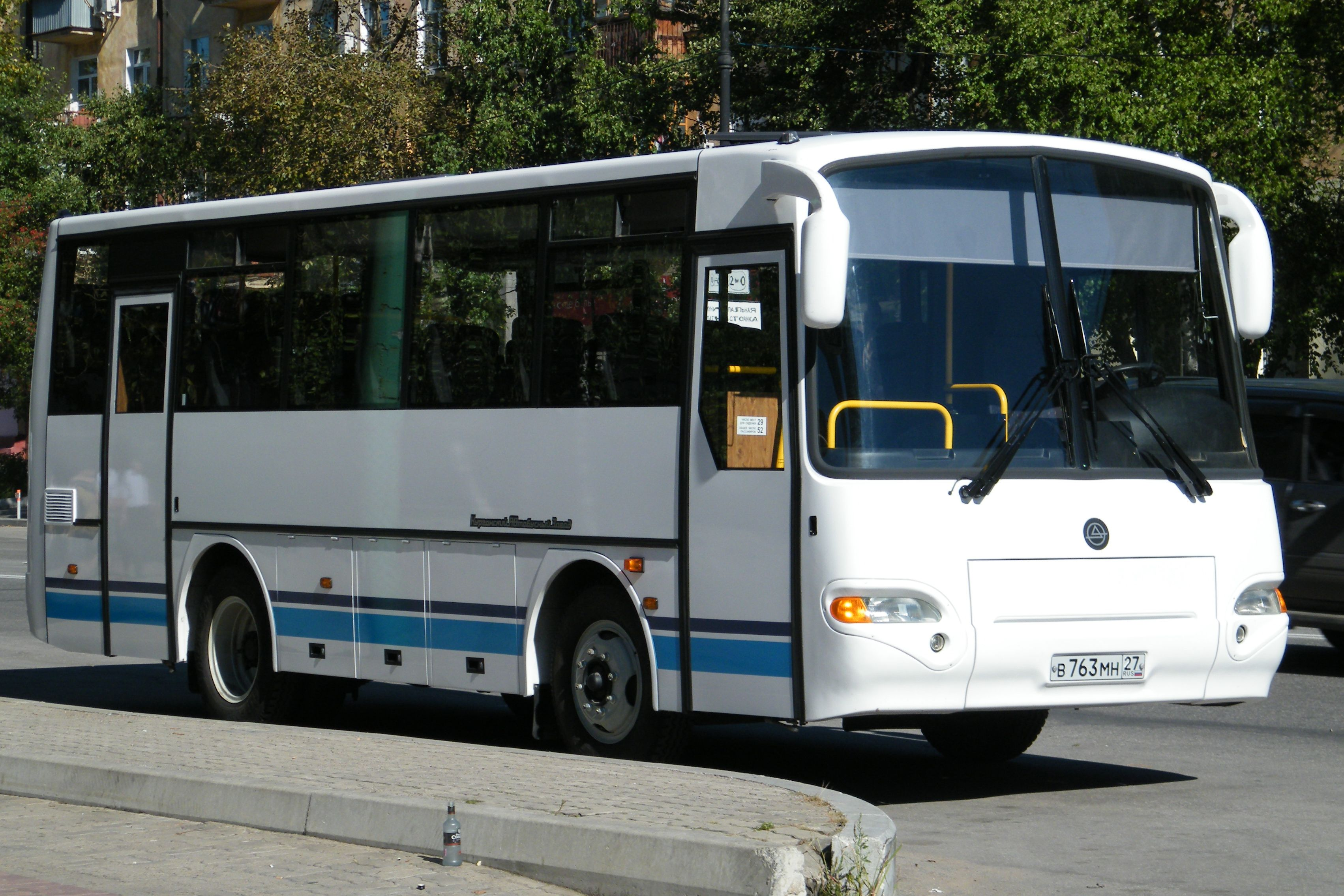
Автобус КаВЗ-4235 у Хабаровську
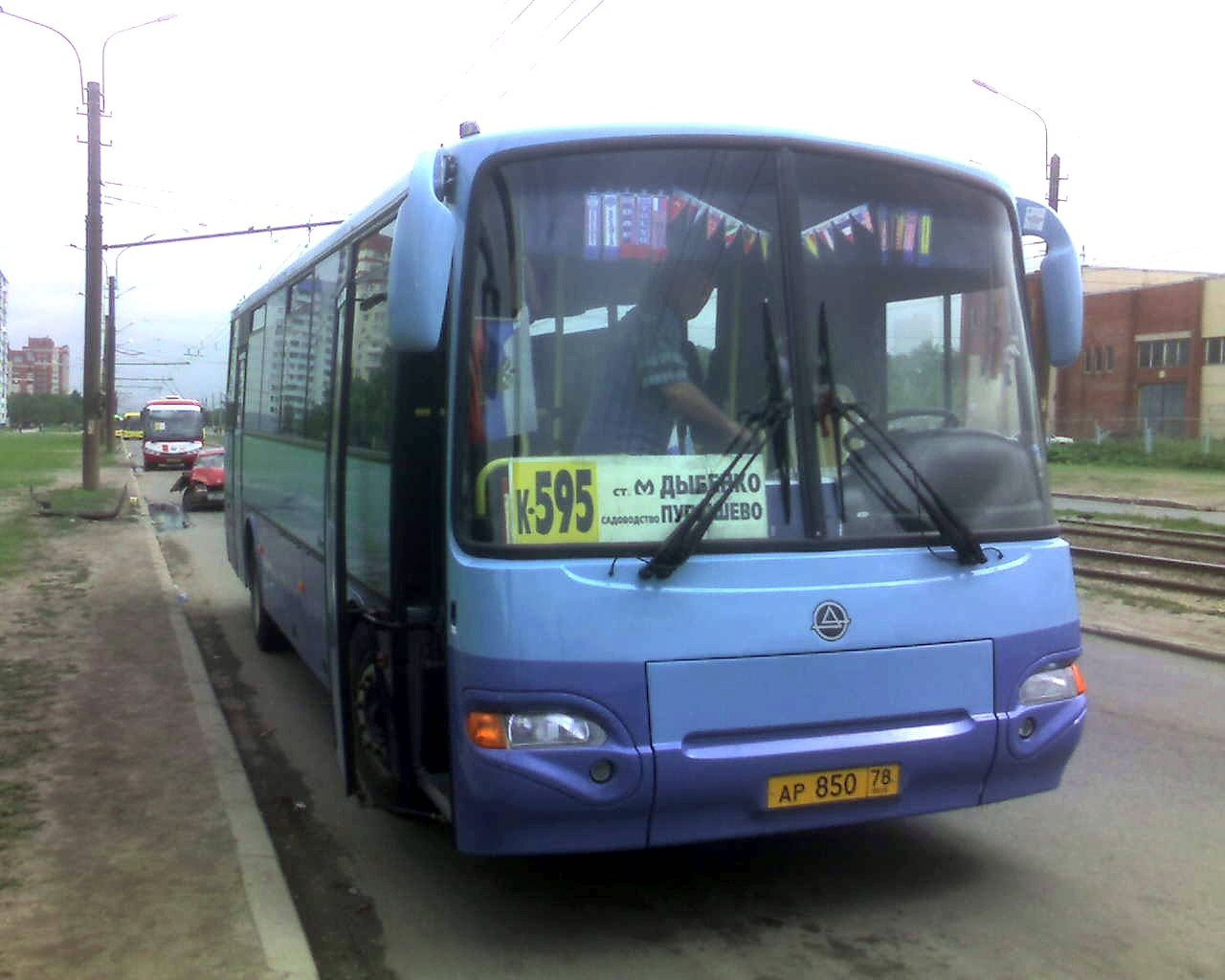
КаВЗ-4238 у Санкт-Петербурзі